# Ромберг, Киприан Фридрих Марианн
Киприан Фридрих Марианн Ромберг (1807—1865; нем. Ciprian Friedrich Marianne Romberg) — немецкий виолончелист.

## Биография
Киприан Ромберг родился 28 октября (9 ноября) 1807 года в городе Гамбурге в семье скрипача и композитора Андреаса Якоба Ромберга; племянник виолончелиста Бернгарда Ромберга. Первоначальное музыкальное образование получив под руководством отца; пристрастившись к виолончели, он поступил под руководство своего дяди Бернгарда, который не раз брал его с собою в концертные поездки, причём Киприан Ромберг всегда участвовал в его концертах. 
Во время одной из таких поездок Бернгард Ромберг приехал в Санкт-Петербург, где бывал неоднократно и ранее и где его хорошо знали, встречая с энтузиазмом; с ним приехали также и два его племянника: Киприан и Генрих (скрипач, 1802—1859) Ромберги. Познакомившись с их игрой, Дирекция Императорских театров Российской империи предложила им остаться в столице в качестве музыкантов оркестра Итальянской оперы, назначив им довольно большое по тем временам жалованье — по 4 тысячи рублей в год. Оба молодых музыканта согласились, но Киприан Ромберг оставался в оркестре недолго — лишь до 1828 года, когда на это место был назначен его двоюродный брат Карл. 
Будучи страстным любителем музыки, он принимал деятельное участие в основании «Общества любителей музыки» («Филармоническое общество») и, состоя потом его членом, постоянно участвовал в его концертах. Кроме того, Киприан Ромберг, вместе с братом своим Генрихом (скрипачом), давал ежегодно 2—3 концерта в Петербурге, а также ездил в Москву и за границу, где имел выдающийся успех. Унаследовав от дяди своего Бернгарда главные качества его игры — чувство, легкость, приятность, мягкость смычка, он восхищал публику исполнением сочинений своего дяди и собственных произведений, преимущественно вариаций на мелодии Русских народных песен. 
В 1830 году Дирекция Императорских театров снова пригласила его в оркестр, где он прослужил еще около шестнадцати лет. Продолжая пo-прежнему принимать живое участие в музыкальной жизни Петербурга, Киприан Ромберг, вместе с своим братом Генрихом, почти каждый год давал концерты, и внимание и симпатии к нему публики не уменьшались, о чем свидетельствуют многочисленные отзывы о его концертах, появлявшиеся в современной периодической печати. 
В 1847 году Киприан Ромберг снова оставил службу при Дирекции Императорских театров, на этот раз уже навсегда, причем был награжден пенсией в размере 4000 рублей в год. С этих пор он все реже и реже стал появляться пред публикой, хотя и не бросил сцену совсем. Еще более десяти лет прожил он в Петербурге, изредка участием в концертах напоминал о себе, и имя любимого музыканта в таких случаях всегда привлекало публику, которая по-прежнему встречала его шумными овациями. 
В Русском биографическом словаре Половцева говорится, что «Киприан Ромберг умер 14 октября 1865 года в Петербурге, где и погребен на Лютеранском кладбище», однако в Музыкальный словарь Римана и ряд других источников, включая немецкую Википедию, называя ту же дату утверждают что музыкант «утонул купаясь в Эльбе» в гамбургском квартале Оттенсен. 
Как музыкант, Ромберг был горячо предан любимому искусству, а как человек отличался «весёлым, общительным и симпатичным» характером. Из написанных им мелких пьес особенную известность приобрели романсы: «Тучи черныя» и «Дайте крылья мне».